# Пјано Рода (Месина)
Пјано Рода је насеље у Италији у округу Месина, региону Сицилија.
Према процени из 2011. у насељу је живело 8 становника. Насеље се налази на надморској висини од 367 м.